# Le-ha’amin
Le-ha’amin (ang. To Believe) – utwór izraelskiego wokalisty Dawida D’Ora, napisany przez niego samego we współpracy z Oferem Meirim, nagrany oraz wydany w 2004 roku, umieszczony na debiutanckim minialbumie artysty o tym samym tytule.

## Historia utworu

### Teledysk
Teledysk do utworu ukazał się na początku kwietnia 2004 roku, był kręcony w Tyberiadzie na brzegu Jeziora Tyberiadzkiego. Sponsorem klipu został zarząd miasta. Pierwotną wersję obrazka nakręcił krajowa nadawca IBA, jednak nie spełnił on oczekiwań D'Ora.

### Konkurs Piosenki Eurowizji
Utwór reprezentował Izrael podczas 49. Konkursu Piosenki Eurowizji w 2004 roku, wygrywając w lutym koncert selekcyjny, w którym wybierana była konkursowa propozycja dla wybranego wewnętrznie przez krajowego nadawcę publicznego Dawida D’Ora. Singiel został zakwalifikowany do selekcji jako 1 z 4 piosenek spośród ok. 250 propozycji nadesłanych do siedziby stacji, w finale otrzymał łącznie 57,9% głosów od 15-osobowej komisji jurorskiej i telewidzów.
Podczas koncertu półfinałowego Konkursu Piosenki Eurowizji, który odbył się 12 maja, wokalista zaprezentował swoją propozycję w dwóch językach: hebrajskim i angielskim, zajął ostatecznie 11. miejsce w rankingu, pierwsze nie zapewniające do finału imprezy. Utwór został piątą z rzędu izraelską propozycją, która nie awansowała do stawki finałowej. Na scenie towarzyszył mu chórek w składzie: Meraw Szalom, Tali Tevlov-Azulay, Karni Postel, Tomer Bachar i Raz Meirman.

### Kontrowersje
Po opublikowaniu izraelskiej propozycji twórcy piosenki zostali oskarżeni przed wokalistkę Rachel Wollstein o naruszenie praw autorskich. Zdaniem wokalistki, utwór, który zgłosiła do krajowych eliminacji dla reprezentanta, nieznacznie różnił się od zwycięskiej propozycji autorstwa D'Ora i Offera Me'iriego. Artysta zaprzeczył doniesieniom, przyznając, że nie inspirował się jej kompozycją w tworzeniu utworu. Podobne stanowisko wyraziła wytwórnia płytowa piosenkarza.

## Lista utworów
CD Single
1. „Le-ha’amin” – 3:07

Remiks
1. „Le-ha’amin” (DJ Tomer G. Remix)[24]